# Нікітін Володимир Дмитрович
Володимир Дмитрович Нікітін (19 червня 1907, місто Ярославль, Російська імперія, тепер Російська Федерація — 17 квітня 1959, місто Москва, Російська Федерація) — радянський державний діяч, 1-й секретар Орловського, Воронезького, Куйбишевського і Татарського обкомів ВКП(б). Член ЦК ВКП(б) (1939—1952). Депутат Верховної Ради СРСР 1—2-го скликань.

## Біографія
Народився в родині поштаря. У 1918 році закінчив три класи початкової міської школи у Ярославлі, у 1921 році — сім груп Ярославської школи ІІ ступеня, у 1922 році — перший курс Ярославського промислово-економічного технікуму. У 1922 році вступив до комсомолу.
У листопаді 1922 — грудні 1925 року — учень монтера в конторі зв'язку міста Ярославля. Закінчив курси монтерів.
Член РКП(б) з грудня 1925 року.
У грудні 1925 — серпні 1927 року — завідувач відділу політичної освіти, секретар 1-го міського районного комітету РКСМ (комсомолу) міста Ярославля. У серпні 1927 — квітні 1928 року — представник Ярославського губкому ВЛКСМ у міжгубернській Спілці хіміків.
У квітні 1928 — лютому 1929 року — відповідальний інструктор і завідувач організаційного відділу Ярославського губернського комітету ВЛКСМ. У лютому — серпні 1929 року — завідувач організаційного відділу і секретар Ярославського окружного комітету ВЛКСМ.
У серпні 1929 — серпні 1930 року — завідувач організаційного відділу і заступник секретаря обласного комітету ВЛКСМ Івановської промислової області.
У серпні 1930 — березні 1931 року — представник ЦК ВЛКСМ і відповідальний інструктор Центральної Контрольної Комісії ВКП (б) — Народного комісаріату робітничо-селянської інспекції СРСР. У березні — грудні 1931 року — відповідальний інструктор ЦК ВЛКСМ.
У грудні 1931 — червні 1936 року — інструктор організаційно-інструкторського, організаційно-пропагандистського відділу ЦК ВКП(б). У червні 1936 — травні 1937 року — відповідальний інструктор ЦК ВКП(б).
У травні — вересні 1937 року — 2-й секретар Курського обласного комітету ВКП(б). Входив до складу обласної трійки НКВС.
У вересні — 9 листопада 1937 року — в.о. 1-го секретаря Оргбюро ЦК ВКП(б) по Орловській області РРФСР. Входив до складу обласної трійки НКВС.
У листопаді 1937 — липні 1938 року — в.о. 1-го секретаря Воронезького обласного комітету ВКП(б). У липні 1938 — грудні 1941 року — 1-й секретар Воронезького обласного комітету ВКП(б). Входив до складу обласної трійки НКВС.
9 січня 1942 — 14 березня 1943 року — 1-й секретар Куйбишевського обласного комітету ВКП(б). З вересня 1942 року також очолював комітет оборони міста Куйбишева. У березні 1943 року був звільнений від займаної посади «з огляду на необхідність тривалого лікування». У березні — липні 1943 року перебував на лікуванні.
8 липня 1943 — 28 грудня 1944 року — 1-й секретар Татарського обласного комітету ВКП(б).
11 листопада 1944 — 10 липня 1948 року — заступник начальника Управління кадрів ЦК ВКП(б).
У вересні 1948 — січні 1958 року — інспектор ЦК ВКП(б)—КПРС.
З січня 1958 року — персональний пенсіонер у Москві. Похований на Новодівочому цвинтарі Москви.

## Нагороди
- орден Леніна
- орден Вітчизняної війни I ст.
- орден Трудового Червоного Прапора
- медалі